# Jacksonville Skyway
Il Jacksonville Skyway è una monorotaia che serve la città di Jacksonville, nello Stato della Florida. Possiede 8 stazioni e si sviluppa in sopraelevata per un totale di 4 km. È gestita dalla Jacksonville Transportation Authority (JTA).
La monorotaia venne aperta nel 1989, composta all'epoca da tre stazioni tutte situate a Downtown. Nel 1997 la monorotaia venne rinnovata ed estesa verso nord fino a Rosa Parks, mentre nel 2000 fu estesa verso sud, presso Kings Avenue.

## Il servizio
La monorotaia Jacksonville Skyway è attiva regolarmente solo durante i giorni feriali, con frequenze che variano dai 3 minuti delle ore di punta ai 6-8 minuti delle ore di morbida. La monorotaia è anche a tariffa zero.